# 夸里耶尔
夸里耶尔（法語：Coyrière，法語發音：[kwaʁjɛʁ]）是法国汝拉省的一个市镇，属于圣克洛德区。该市镇总面积4.11平方公里，2009年时的人口为64人。

## 人口
夸里耶尔人口变化图示